# Samuel Barrington
Pour les articles homonymes, voir Barrington.
Le contre-amiral Samuel Barrington de la Royal Navy (1729–1800) est un officier de marine britannique du XVIIIe siècle.

## Biographie

### Origines et débuts dans laRoyal Navy
Samuel est le quatrième fils de John Barrington (1er vicomte Barrington), de Beckett Hall à Shrivenham dans le Berkshire (aujourd'hui Oxfordshire). Il entre dans la Royal Navy à l'âge de onze ans et est promu capitaine de vaisseau en 1747.
Il sert sans interruption en période de paix entre 1748 et 1756 et, lorsque la guerre de Sept Ans éclate, il sert aux côtés de  l'amiral Edward Hawke dans la rade des Basques au commandement du HMS Achilles.

## Guerre de Sept Ans
En 1759, l’Achilles (en) capture le bateau corsaire français Comte de St. Florentine, après deux heures de combats. Au cours de l'expédition sur le Havre-de-Grâce la même année, le vaisseau de Barrington porte le pavillon du contre-amiral George Brydges Rodney, et en 1760 il met les voiles avec John Byron pour détruire les fortifications de Louisbourg. Au moment de la paix de Paris en 1763, Barrington avait passé la plus grande partie des vingt années précédentes à naviguer.
Il est nommé en 1768 au commandement de la frégate HMS Venus comme gouverneur du duc de Cumberland, qui servira sous ses ordres à tous les grades, d'aspirant de marine à contre-amiral. Entre 1772 et 1775, il accompagne le capitaine John Jervis en Russie et se rend avec lui à Saint-Pétersbourg, ils inspectent l'arsenal et les chantiers navals à Kronstadt et embarquent sur le yacht dessiné par Sir Charles Knowles pour Catherine de Russie. Les deux hommes continuent leur voyage en Suède, au Danemark et en Allemagne du nord. À chaque escale, Jervis et Barrington prennent des notes sur les défenses, et dressent des cartes des ports et des points de mouillage. Ils rentrent en Angleterre en passant pas les Provinces-Unies. Barrington et Jervis, le futur comte Saint Vincent, resteront amis toute leur vie. À son retour, Barrington se voit proposer, le commandement de la Channel Fleet, ce qu'il refuse. Il sert pour la dernière fois au siège de Gibraltar en octobre 1782.
En tant que contre-amiral, il fit flotter encore un temps son pavillon en 1790, mais il ne servit pas durant les guerres de la Révolution. Il décède en 1800.

## Postérité
L'île Santa Fé, dans les îles Galápagos, a également été appelée île Barrington en son honneur.

## Sources et bibliographie
- James Ralfe, Naval Biography of Great Britain, vol. 1, Whitemore & Fenn, 1828 (OCLC 310957964, lire en ligne), p. 120
- Charnock, Biographia Navalis, vi. 10.